# Trofeo Comune di Monte Urano
Le Trofeo Comune di Monte Urano  est une course cycliste italienne disputée au mois de mai à Monte Urano, dans la région des Marches. 
Cette épreuve fait partie du calendrier national de la Fédération cycliste italienne. Elle est ouverte aux coureurs espoirs (moins de 23 ans) et élites.

## Palmarès
| Année     | Vainqueur         | Deuxième         | Troisième        |             |
| --------- | ----------------- | ---------------- | ---------------- | ----------- |
| 2016      | Antonio Zullo     | Jacopo Mosca     | Maxim Rusnac     |             |
| 2017      | Alberto Amici     | Flavio Peli      | Zakaria Hmouddan |             |
| 2018      | Christian Scaroni | Paolo Totò       | Simone Ravanelli |             |
| 2019      | Filippo Rocchetti | Simone Ravanelli | Andrea Toniatti  |             |
| 2020-2021 | non disputé       | non disputé      | non disputé      | non disputé |
| 2022      | Simone Raccani    | Riccardo Lucca   | Michael Belleri  |             |
| 2023      | non disputé       | non disputé      | non disputé      | non disputé |
| 2024      | Andrea Debiasi    | Nicolò Garibbo   | Simone Carrò     |             |